# Марчук Іван Степанович
Іва́н Степа́нович Марчу́к (нар. 12 травня 1936, Москалівка) — український живописець, засновник техніки пльонтанізму, народний художник України, лауреат Національної премії України ім. Шевченка. Почесний академік Національної академії мистецтв України. Почесний громадянин Тернополя, Києва та Канева.
У 2006 році Міжнародна академія сучасного мистецтва у Римі прийняла Івана Марчука до лав «Золотої гільдії» та обрала почесним членом наукової ради академії. Це перший випадок визнання українського художника інституцією такого високого рівня.
У жовтні 2007 року потрапив до рейтингу «100 геніїв сучасності» (72-ге місце), який уклала британська газета «The Daily Telegraph».
8 червня 2024 року картину Івана Марчука «Зійшов місяць на Дніпром» на київському аукціоні «Goldens» продали за 250 тисяч доларів США, рекордну вартість для твору сучасного українського художника.

## Життєпис
Іван Марчук народився 12 травня 1936 року в селі Москалівці (ґміна Білозірка Кременецького повіту Волинського воєводства, Польська республіка; нині село Лановецької громади Кременецького району Тернопільської області) в родині відомого на всю округу ткача.
Після закінчення семирічної школи вступив до Львівського училища прикладного мистецтва імені Івана Труша на відділ декоративного розпису, де навчався протягом 1951—1956 років (викладачі Карло Звіринський, Олекса Шатківський, Н. Сукачова). Після служби в армії продовжував навчання на відділі кераміки Львівського інституту прикладного мистецтва, який закінчив 1965 року (викладачі Роман Сельський, Данило Довбошинський).
З 1959 року і майже протягом наступних 10 років Марчук входив у підпільну школу, створену його викладачем Карлом Звіринським. Той на зібраннях знайомив членів із досягненнями світової культури та замовчуваними сторінками історії України. У школі також вивчали світову літературу, музику, релігію.
У 1965—1968 роках працював у Інституті надтвердих матеріалів НАН України, у 1968—1984 роках — на Київському комбінаті монументально-декоративного мистецтва.
Швидко виконавши виробничі замовлення, Марчук водночас малював те, що його дійсно цікавило.
З 1984 року — на творчій роботі.
Нереалізованість в умовах радянського тоталітаризму й постійні переслідування органами КДБ сформували в нього бажання втекти з СРСР. У 1989—2001 роках мешкав у Австралії, Канаді й США. У 1990 році Марчук відвідав Україну й відбулася його перша офіційна виставка у Києві — у Державному художньому музеї українського образотворчого мистецтва (нині Національний художній музей України).
До початку широкомасштабного російського вторгнення жив та працював у Києві.

### Віденський період
Після початку широкомасштабного російського вторгнення вимушено емігрував до Відня, де в період з 2022 до 2025 року створив близько 200 робіт, також у столиці Австрії були влаштовані великі виставки робіт митця. 2 травня 2025 року у Відні відбулося відкриття виставки «Скажи мені правду», на якій представили понад 450 полотен художника. Також запроваджено міжнародний конкурс дитячого малюнка «Шляхами Івана Марчука». А перед вернісажем було презентовано п'ятитомний альбом-каталог Івана Марчука «Голос моєї душі», робота над яким тривала протягом чотирьох років.
На початку 2025 року засновано благодійну фундацію Івана Марчука, яка покликана зберегти, досліджувати та популяризувати твори митця, а також створити музей. 
10 лютого 2025 року під егідою Посольства України при Святому Престолі відкрито персональну виставку «Епічна реальність» Івана Марчука в Палаццо Канчеллерія у Римі. 12 лютого 2025 року художник мав приватну аудієнцію з Папою Римським Франциском.

## Творчість

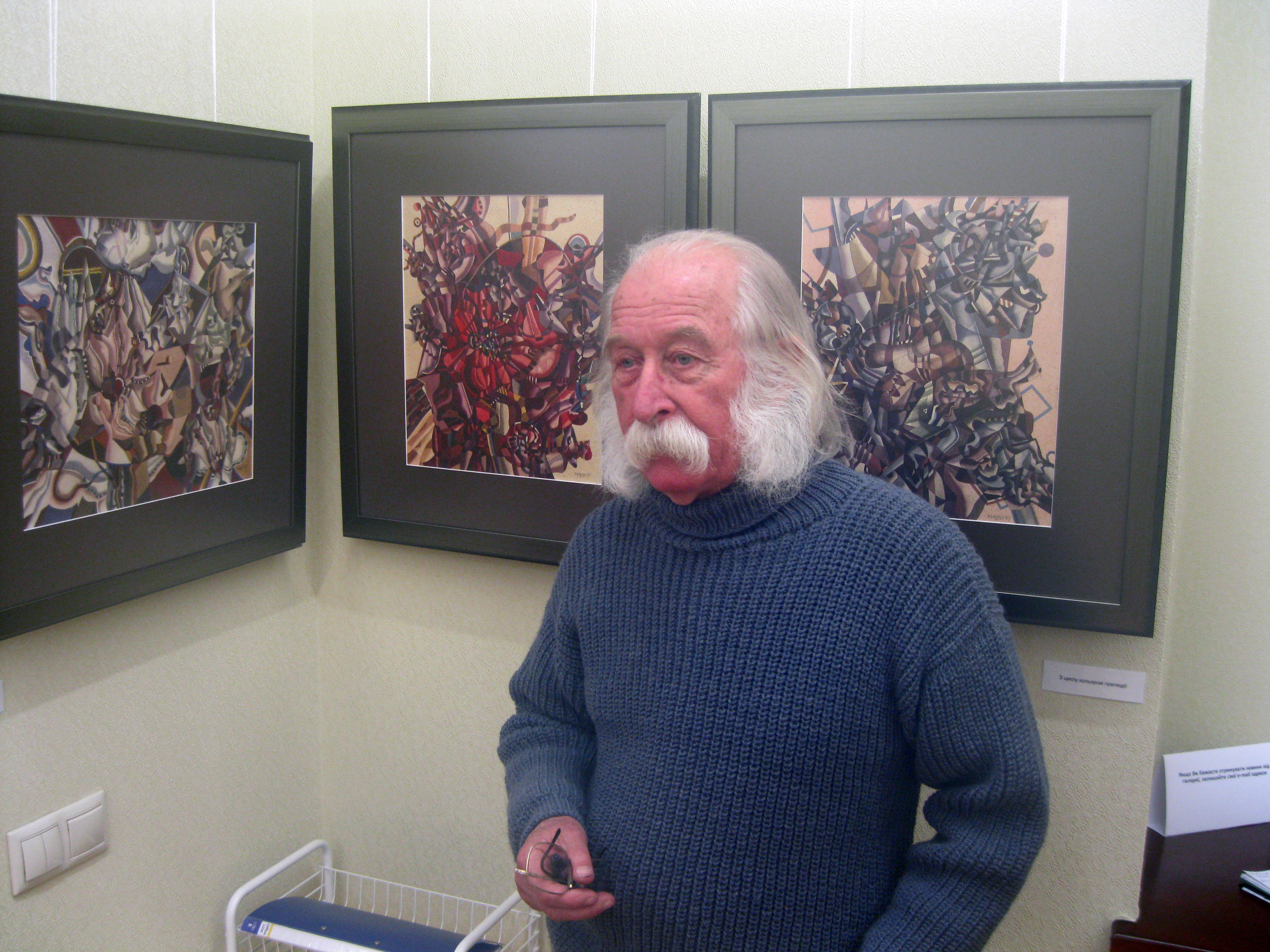
Іван Марчук на виставці власних картин, січень 2012

Доробок митця налічує близько 5000 творів. Провів понад 150 персональних і близько 50 колективних виставок. Майстерня митця знаходиться в самому центрі Києва на вулиці Євгена Чикаленка.
У 1965 році віднайшов свій авторський стиль у мистецтві, що не вписувався в шаблони соцреалізму, і тривалий час не міг офіційно виставляти свої твори, перебувавши в андеграунді. За це зазнавав утисків і переслідувань з боку органів КДБ.
Для того щоб виживати в радянській системі, Марчуку доводилося малювати простенькі ілюстрації до радянських журналів «Україна», «Вітчизна» та «Київ». За малюнок, на який Марчук витрачав близько 10 хвилин, платили приблизно 30 карбованців.
До 1988 року Спілка художників офіційно не визнавала творчість Івана Марчука, хоча він мав понад 15 експозицій у різних містах колишнього СРСР (перші виставки 1979 і 1980 років у Москві).
У 1979 році його роботи були представлені на першій виставці українських художників-нонконформістів, організованій молодими представниками української діаспори, у Парижі (Франція), Мюнхені (Німеччина), Нью-Йорку (США), Лондоні (Велика Британія), де на своєрідний стиль картин Івана Марчука звернув увагу Роланд Пенроуз, авторитетний мистецтвознавець й особистий біограф Пабло Пікассо.
Лише 1988 року Івана Марчука прийняли в члени Спілки художників України.
Започаткований у середині 60-х років спосіб вираження власного світовідчуття втілився в полістилістичному і політематичному циклі «Голос моєї Душі», наскрізному у творчості Івана Марчука, котрий варіює новими стовбуровими відгалуженнями-циклами впродовж всього творчого шляху. За стилістикою, технікою виконання, колористичним вирішенням, тематикою, картини систематизуються в цикли: «Голос моєї Душі», «Пейзаж», «Цвітіння», «Кольорові прелюдії», «Портрет», «Нові експресії», «Натюрморт», «Біла планета І», «Біла планета II», «Виходять мрії з берегів», «Погляд у Безмежність». Завершеною серією в циклі «Голос моєї Душі» є «Шевченкіана» із 42 картин (1982—1984), за яку був відзначений Національною премією України імені Тараса Шевченка (1997).
Діапазон напрямків образотворчого мистецтва, пропущених через призму самобутньої світоглядної системи й екстрапольованих на полотно, феноменально широкий: від примітивізму (з чіткими ознаками архетипності) до реалізму, гіперреалізму абстракціонізму, абстрактного експресіонізму, сюрреалізму й абстрактного сюрреалізму. Маневруючи пропорціями, ритмом, кольором, Іван Марчук творить на підсвідомості й впливає на підсвідомість.
Сьогодні його картини вражають мистецтвознавців Європи, Америки, Австралії, йому пропонують виставлятися в найкращих залах світу, і це все на противагу минулому гонінню та переслідуванню в Україні. Картини Івана Марчука зберігаються в багатьох колекціях у різних країнах світу.
Про періоди своєї творчості художник говорить:
|  | Було дев'ять періодів творчості, „дев'ять Марчуків“, сьогодні їх уже дванадцять. І кожен з них чимось дивує. Я, в першу чергу, себе повинен дивувати. Щось весь час крутиться в голові, треба щось нове робити. І „десятий“ Марчук буде обов'язково. Визріває. |

Про мистецтво:[джерело?]
|  | Для мене мистецтво — це життя й одкровення. Іншої альтернативи нема. Й водночас мистецтво — це каторга. Я працюю 365 днів на рік і без цього не можу. Це присуд долі, карма, вирок, приреченість. І нікуди не дінешся. Я мрію погрітися на пляжі, полежати у траві, слухаючи як вона росте, я хочу дивитися, як пливуть у небі хмари, хочу тішитися, веселитися, спілкуватися в компанії, не відмовився б піти до школи, щоб когось там чогось навчити. А потім думаю: а мені ж теж хочеться самому щось зробити. Непереможна думка! |

### Періодизація творчості
Митець ділить свою творчість на 15 періодів: «Голос моєї душі», «Цвітіння», «Пейзажі», «Портрет», «Кольорові прелюдії», «Шевченкіана», «Натюрморт», «Нові експресії», «Біла планета 1», «Біла планета 2», «Виходять мрії з берегів», «Погляд у безмежність», «Віденські рапсодії», «Силуети»[джерело?], «З погляду Вічності». Твори кожного періоду відрізняються за стилем та малярською манерою. Замість звичайного мазка він винайшов спосіб нанесення на полотно найтонших цівок кольору, що створює дивовижне мереживо, завдяки якому досягає неймовірного світіння й відтінків кольору.

### Виставкова діяльність
У доробку митця близько 150 персональних та 50 колективних виставок в Україні й за кордоном (зокрема, 1990, Національний художній музей, Київ; 1999, галерея муніципалітету м. Ліль, Франція; 2005, Український дім, Київ; 2006, Національний музей російського мистецтва, Київ; 2011, Національний музей Т. Г. Шевченка, Київ; 2013, Палац Радзивіллів (Литовський художній музей), Литовська Республіка; 2013, галерея УВУ, Мюнхен, галерея Шарлоттенбургу, Берлін, Німеччина; 2015, галерея Кордегарда, Варшава, галерея Центрум, Краків, Польща; 2016, Національний культурно-мистецький та музейний комплекс «Мистецький арсенал»; 2016, Національний музей у Львові імені Андрея Шептицького; 2016, Європейський Парламент; 2017, Бельгія, галерея Белфорт м. Брюгге, галерея Фламандського парламенту, Брюссель; 2017, галерея «Град», Братислава, Технологічний музей, Кошице, Словацька республіка; 2017, музей сучасного мистецтва імені Мустафи Айяза, Анкара, галерея CerModern, Анкара, Археологічний музей, Анталія, Туреччина; 2017, галерея Якубська, Прага; Палац Шляхти, Брно, Чехія; 2017, галерея М17, Київ; 2017, галерея Мюнстерського клубу, Люксембург; 2017, Центр сучасного мистецтва і культури (ВАСС), Бангкок; галерея Королеви, Таїланд; 2017, галерея державного самоврядування українців Угорщини, Будапешт, Угорщина; 2017, галерея Карфагену, Туніс; 2018, Folkart gallery, Ізмір, Туреччина; 2018, галерея Королеви, Амман, Йорданія; 2018, артпростір ЦУМу, Київ; 2018, галерея Дворана, Братислава, Словацька республіка; 2018, Вишнівецький палац, Тернопільська область; 2018, Centre Culturel de Rencontre Abbaye de Neumünst, Люксембург, тощо). 
5 серпня 2020 року Іван Марчук презентував для виставки «Одкровення» в Рівному 37 своїх робіт, які він створив у різні періоди свого життя. В галереї «ЄвроАрт» можна було побачити як популярні полотна, так і маловідомі, пейзажі, портрети, абстракції. Їхнє місце народження в Україні та в США. Роботи виконані у його авторському стилі «пльонтанізм».

### Погляди відомих людей
Олесь Доріченко:
|  | Іван Марчук уміє перетворити звичайне буденне життя — у сцену, в театр, а у своїх картинах — показати сокровенні глибини буття. Але при цьому Марчук — таємничий, він нікому до кінця не відкриває своєї душі, та й сама його творчість — якась насторожена тиша, перехідний стан — ніби перед великим вибухом. Це — Велика Тайна, яка є не простим спогляданням, а викликає зворотні шалені емоції. |

## Вшанування

### Відзнаки й нагороди

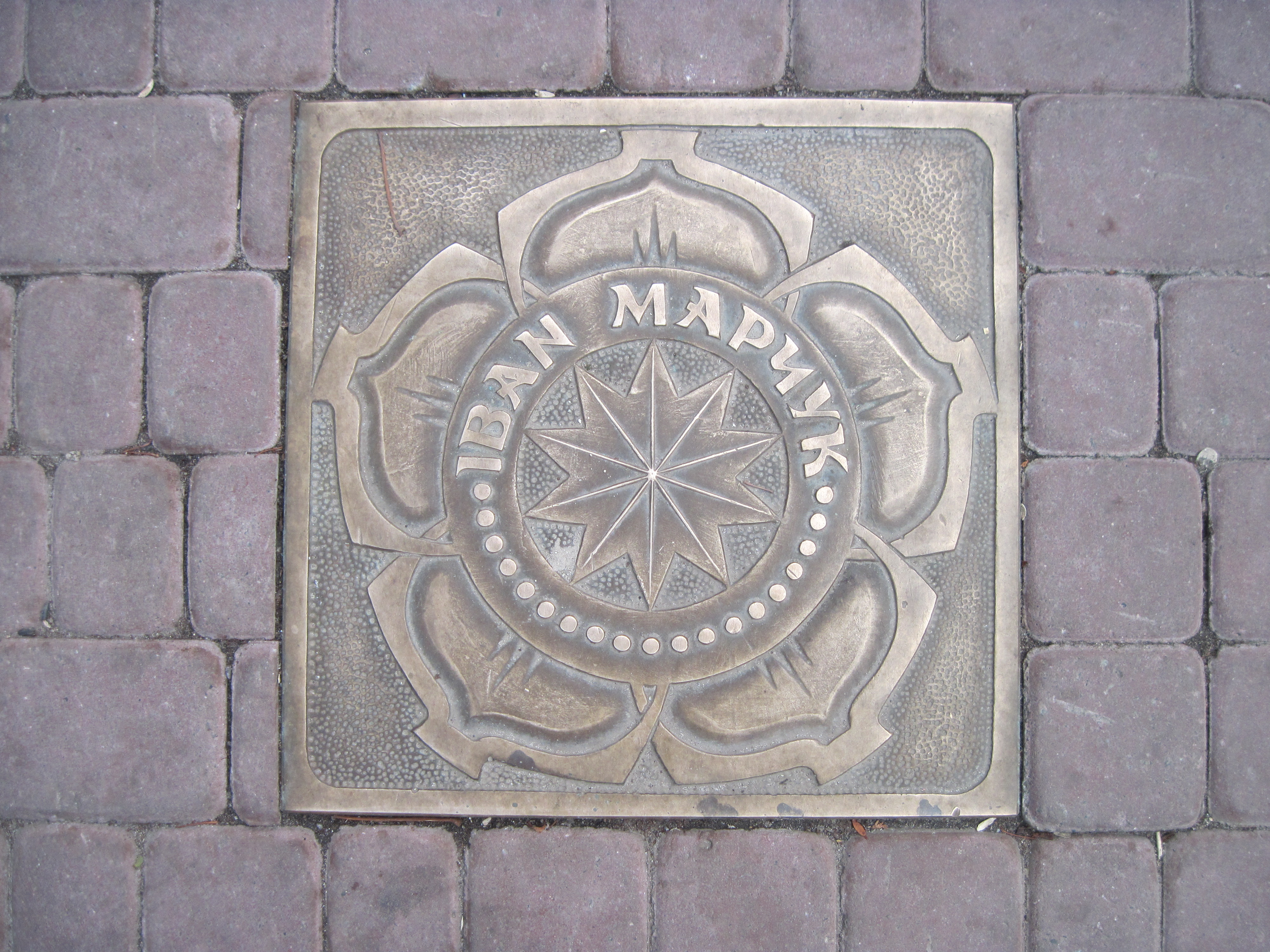
Зірка Івана Марчука на Алеї зірок у Тернополі, осінь 2013

Широке визнання митця за кордоном спричинило прийняття його до Спілки художників СРСР без його відома.
- орден Свободи (25 червня 2016) — за значний особистий внесок у державне будівництво, соціально-економічний, науково-технічний, культурно-освітній розвиток України, вагомі трудові здобутки та високий професіоналізм[26];
- народний художник України (3 серпня 2002) — за вагомий особистий внесок у розвиток вітчизняного образотворчого мистецтва, багаторічну плідну творчу діяльність[27];
- заслужений художник України (14 вересня 1996) — за вагомий внесок у розвиток національної культурної спадщини, високий професіоналізм[28];
- лавреат Національної премії України ім. Т. Г. Шевченка (7 березня 1997) — за цикл картин «Шевченкіана», «Голос моєї душі»[29];
- лавреат Всеукраїнської літературно-мистецької премії імені Братів Богдана та Левка Лепких (2009) — за високомистецькі художні полотна останніх років, гідну репрезентацію Тернопільщини на всесвітньому рівні у 2004—2009 роках;
- відзнака Президента України «Національна легенда України» (20 серпня 2021) — за визначні особисті заслуги у становленні незалежної України і зміцненні її державності, вагомий внесок у розвиток національного мистецтва, спорту, багаторічну плідну професійну діяльність[30]
- почесний громадянин Києва;
- почесний громадянин міста Тернополя (2008);
- почесний громадянин Канева (23 серпня 2018)[31];
- почесний громадянин Лановецької міської територіальної громади (26 травня 2021)[32];
- лауреат конкурсу «Людина року» (2006, Тернопільщина)[33];
- зірка Івана Марчука встановлена в Тернополі (2011, Алея зірок)[34] та Києві (2020)[35].

### Книги
У видавництві «Атлант ЮЕмСі» побачили світ три книги, присвячені творчості художника. Перший за часом — 500-сторінковий альбом-каталог «Іван Марчук» (2004). Видання ілюструє всі етапи творчого шляху. Після презентації книги галерея «Триптих» провела найбільшу виставку Івана Марчука, яка зайняла чотири поверхи Українського дому (2005) До виставки виданий ще один альбом, про 40-річний творчий період 1965—2005. У серії «Живопис» вийшов альбом «Іван Марчук. Дорога додому» (2008).
У 2013 році вийшла книга Олександра Климчука «Я єсмь… (Іван Марчук)», у якій найбільш повно викладено життєвий та творчий шлях художника, систематизовано бібліографію про митця.
У 2014 роках видавництвом «Фенікс» видано каталог художника «Іван Марчук. Вчора, сьогодні… завжди» українською й англійською мовами з передмовою відомої дослідниці творчості художника і його біографа Тамари Стрипко. Альбом перевидався тричі: у 2015 році був доповнений польським перекладом, а у 2016 році — німецьким. У ньому представлені роботи, які експонувалися у 2014—2017 роках у Литві, Німеччині, Польщі, Бельгії.
У березні 2016 року медіахолдинг COOP Media видав книжку «Український геній Марчук: історії» (автор). У книзі представлено майже сотню робіт митця, в тому числі ті, що є в приватних колекціях та в майстерні Марчука, і раніше не були доступні широкому загалу.
У лютому 2017 року у видавництві «Фенікс» видано каталог-дослідження раннього періоду творчості художника «Іван Марчук. Картини-притчі (ранній період)». Авторами передмови є німецька мистецтвознавець Олена Балун, українська дослідниця творчості митця Тамара Стрипко.
У лютому 2018 року Folkart Gallery (Туреччина) видано книгу «Відлуння мрій» (340 стор.) українською, англійською й турецькою мовами з 300 ілюстраціями полотен митця.

### Музей Марчука
У 2005 році Президент України Віктор Ющенко обіцяв створити світової слави художникові музей його картин на Андріївському узвозі в Києві. Навіть заклали капсулу на місці майбутньої споруди, однак досі музей не створено.
Перший музей художникові 2010 року створили його земляки в рідному селі Москалівці Тернопільської області, який відкрили за участі Івана Марчука.
11 червня 2021 року Президент України Володимир Зеленський підписав указ «Про створення музейно-культурного центру сучасного мистецтва Івана Марчука».
10 травня 2022 року Президент України Володимир Зеленський підписав указ щодо створення музейно-культурного центру сучасного мистецтва Івана Марчука. Він розташується в будинку на вулиці Володимира Винниченка, 10, де з 1992 по 2012 рік працювало посольство США.
У травні 2025 року відома поетеса Ліна Костенко закликала в Києві створити музей Івана Марчука. Також вона запропонувала розмістити культурну інституцію в садибі Мурашка.

### Премії Марчука
31 травня 2016 року третя сесія Тернопільської обласної ради шостого скликання підтримала проєкт про започаткування з 2016 року щорічної обласної премії імені Івана Марчука для обдарованих дітей області віком від 7 до 15 років у галузі образотворчого мистецтва.

### 80-річчя
До 80-річчя від дня народження Івана Марчука Укрпошта видала поштовий конверт і марку із зображенням картини «Скажи мені правду». 12 травня 2016 року в присутності митця на Головпоштамті в Києві відбулося урочисте погашення марки.
Ювілейний рік розпочався ретроспективною виставкою в Національному культурно-мистецькому та музейному комплексі «Мистецький Арсенал» — «Іван Марчук. Генотип вольності». Але півтори сотні представлених полотен — це невелика частка того, що міг показати художник цінителям його творчості.
У травні 2016 року в рідному селі за участі гостей відзначили 80-річчя майстра. На урочини митець прибув із донькою Богданою, яка вперше завітала на малу батьківщину батька.
18 травня 2016 року о 15-й годині у виставковому залі Одеського художнього музею відкрили виставку легенди українського живопису Івана Марчука — «Генотип вольності». В експозиції було близько ста полотен шести (з 11) авторських циклів широкого творчого діапазону: від філософськи проникливого «Голосу моєї Душі», вишуканих натюрмортів і зачарованих пейзажів, до благородно витончених абстракцій «Білої Планети I», «Білої Планети II», колористично гармонізованого сюрреалізму «Погляду в Безмежність». Більшу частину експонованої колекції становили роботи, які останніми роками демонструвалися винятково за кордоном: Литва (Вільнюс), Німеччина (Берлін, Мюнхен), Польща (Варшава, Краків), викликаючи подив і захоплення в європейського глядача.

### На грошах та марках

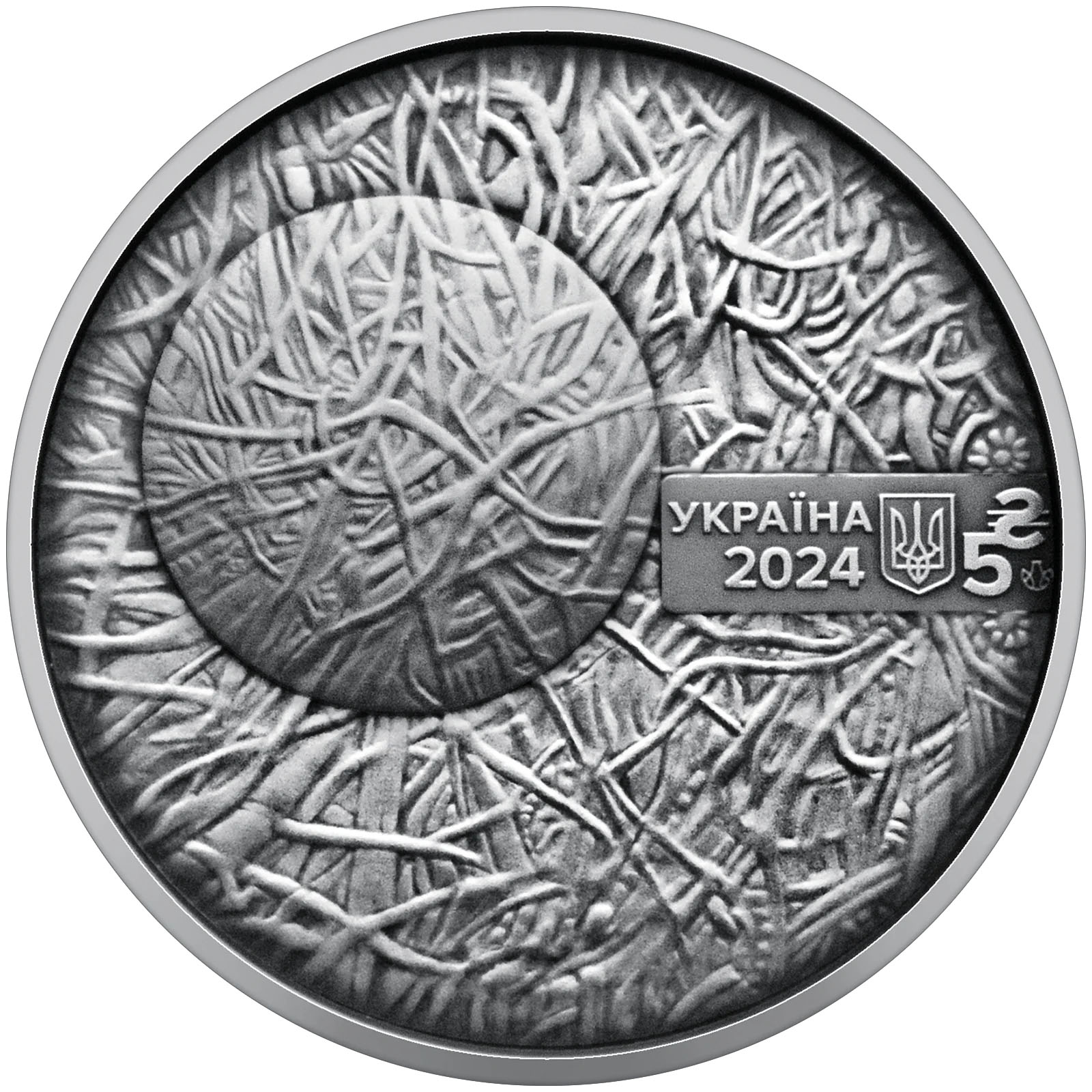
Аверс пам'ятної монети номіналом 5 гривень «Пльонтанізм (Іван Марчук)» Національного банку України (2024)
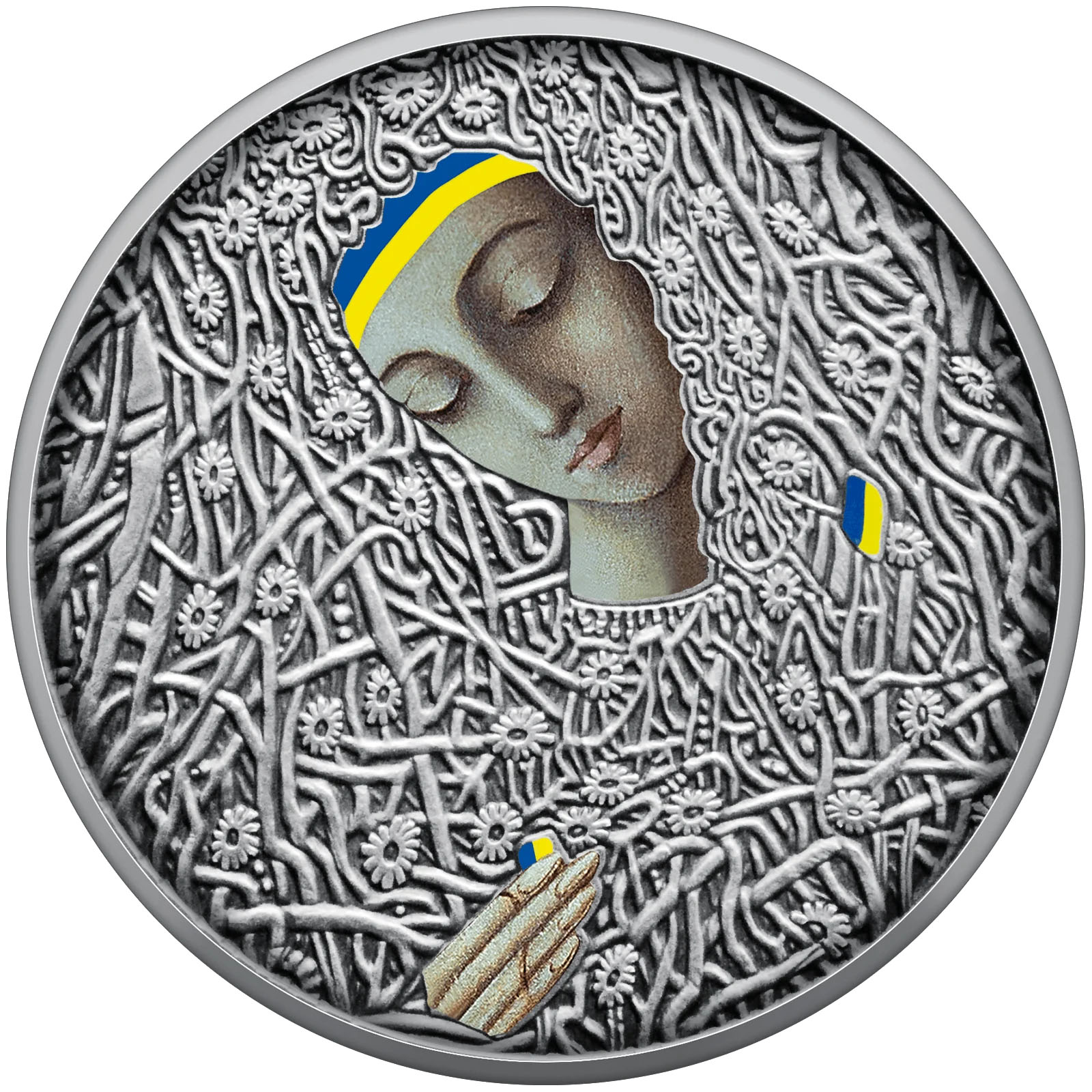
Раверс пам'ятної монети номіналом 5 гривень «Пльонтанізм (Іван Марчук)» Національного банку України (2024)
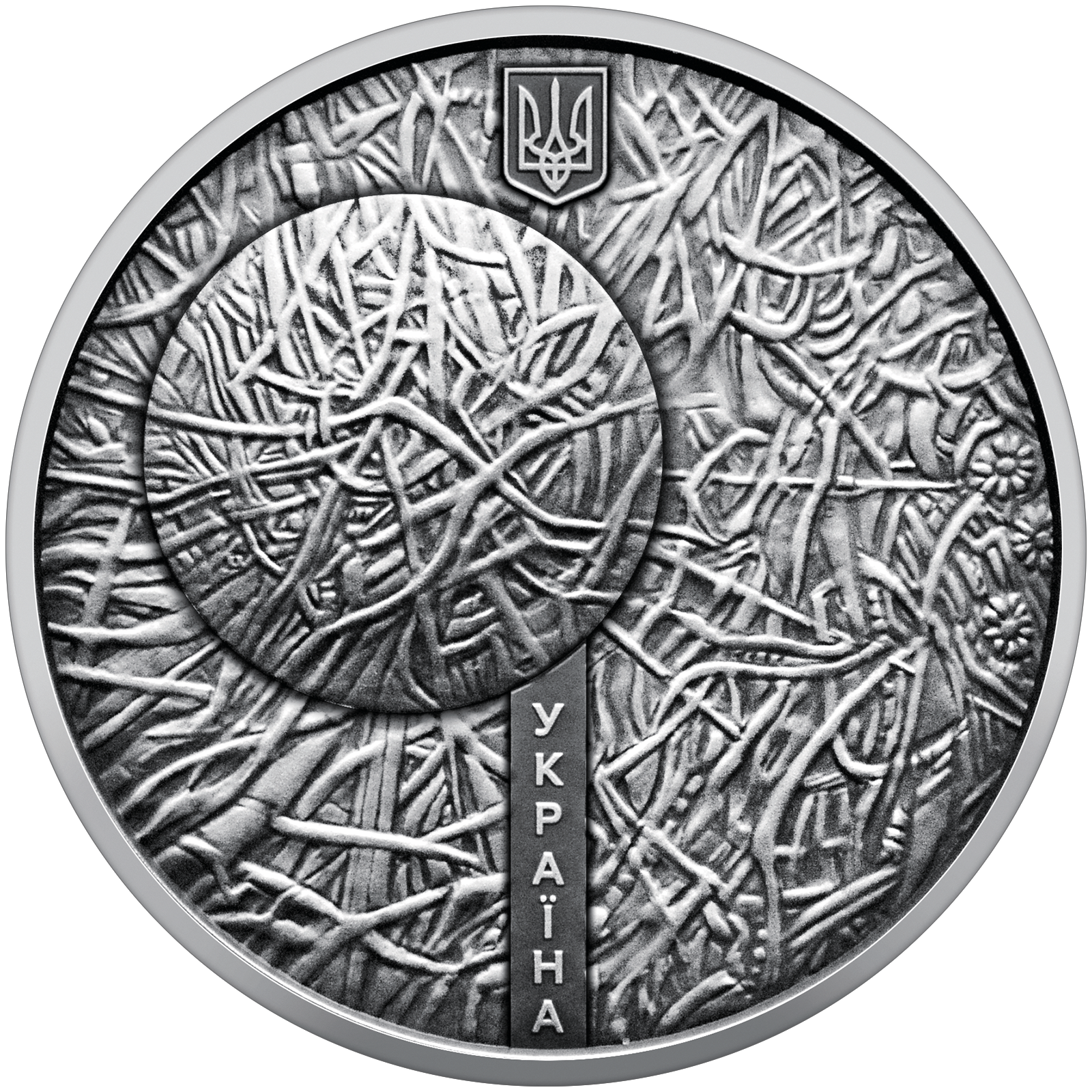
Аверс пам'ятної срібної монети номіналом 10 гривень «Пльонтанізм (Іван Марчук)» Національного банку України (2024)
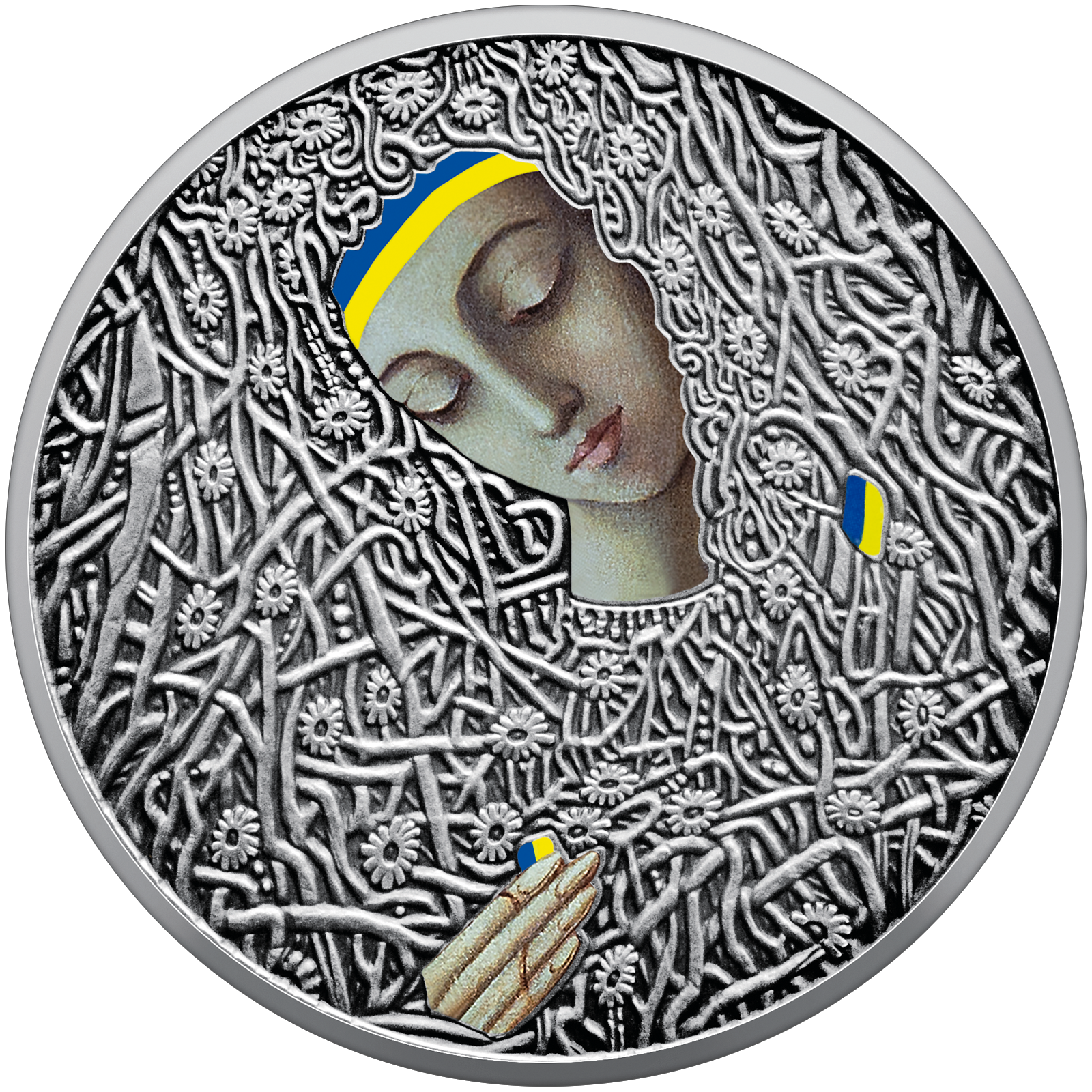
Раверс пам'ятної срібної монети номіналом 10 гривень «Пльонтанізм (Іван Марчук)» Національного банку України (2024)
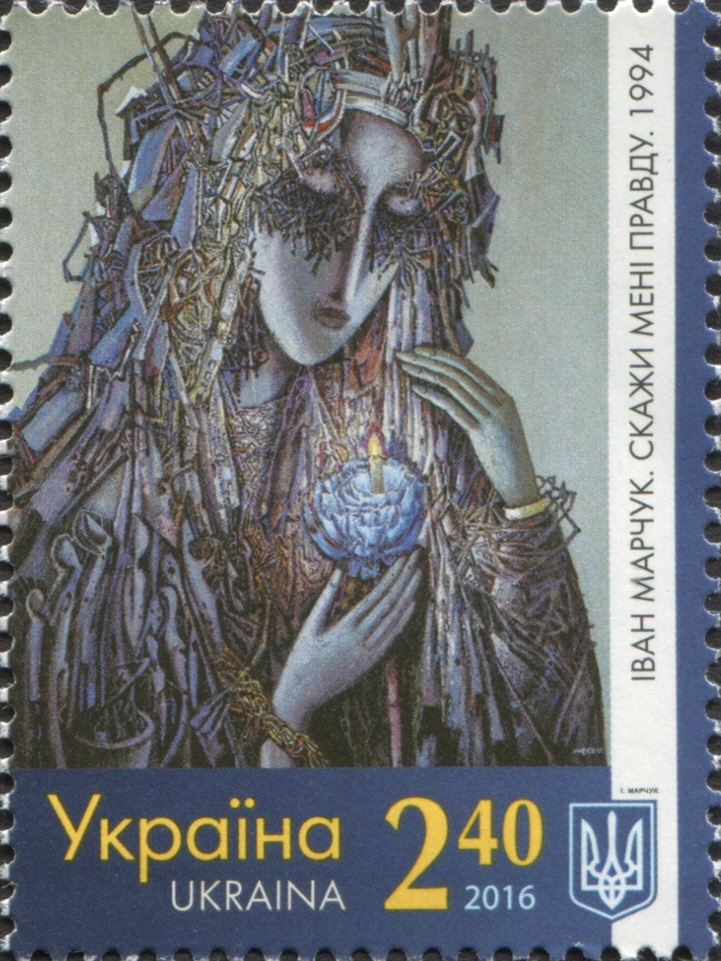
Марка України «Іван Марчук „Скажи мені правду“. 1994» (2016)

## Цікаві факти
Полотно «Сад спокуси» (1996) Івана Марчука посіло позицію № 5 рейтингу «Шість найдорожчих картин українських художників» (2022), укладеного науково-дослідницьким історичним проєктом «Локальна історія». Картина була продана у 2022 за $120 тис. на аукціоні Goldens. Кошти спрямували на потреби ЗСУ.
Часто експериментував із різними фізичними та духовними практиками, займався йогою та медитаціями, мав чіткий режим сну та харчування.

## Особисте життя

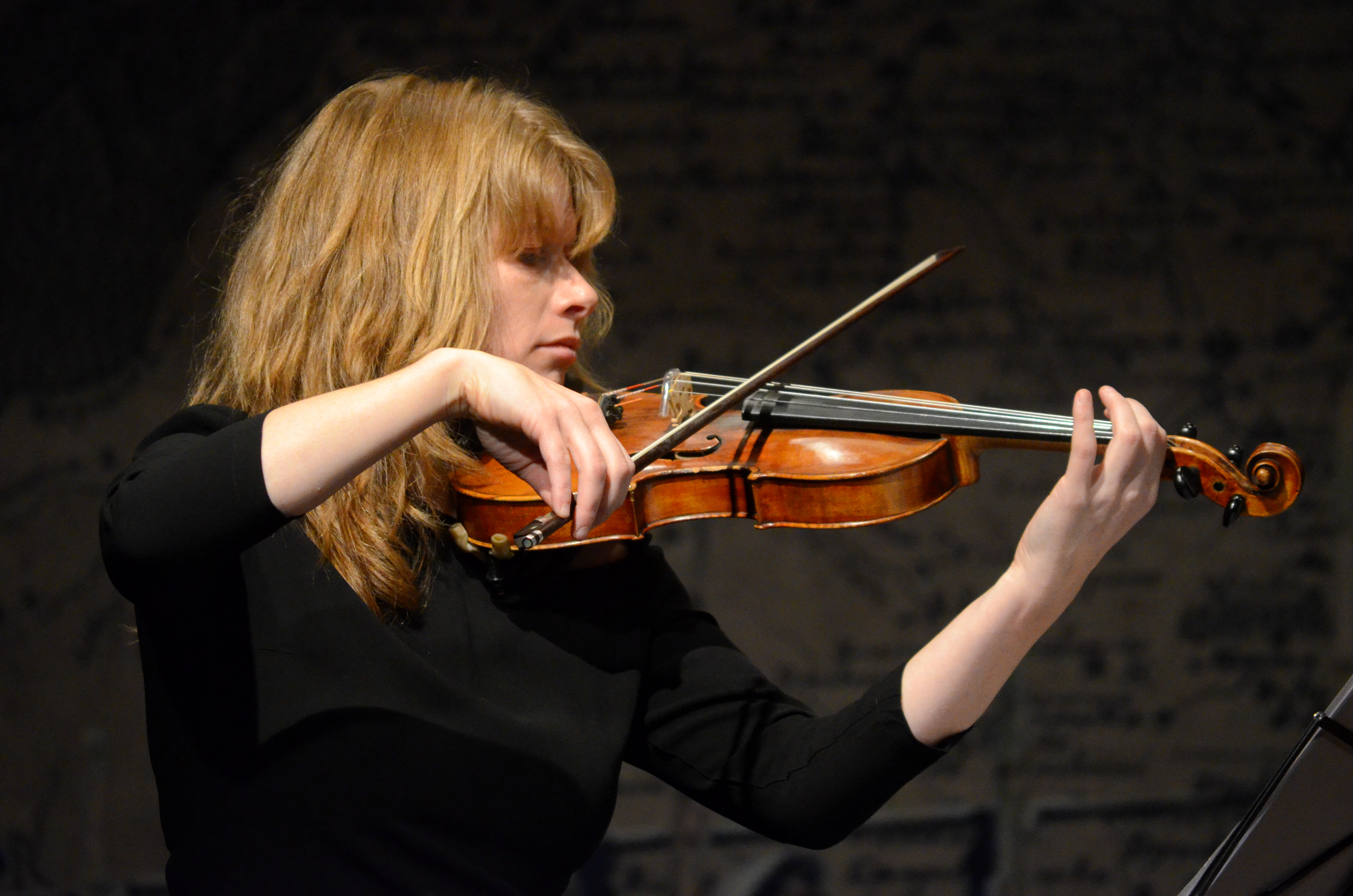
Донька художника, Богдана Півненко
2015

Батько — Степан Марчук — був ткачем.
Художник має трьох сестер.
Один раз був одружений — у студентські роки. Але через три місяці розлучився.
27 січня 1977 року в Харкові народилася донька художника — Богдана Півненко — скрипалька, народна артистка України. Її мати — мистецтвознавиця Алла Півненко, викладачка Харківського художньо-промислового інституту.
7 грудня 2006 року у художника з'явився онук: у Богдани і бізнесмена та політика Володимира Шульги народився син, Богдан Шульга.

### Окремі видання
- Іван Марчук: Альбом-каталог. — К. : ТОВ «Атлант ЮЕмСі», 2004. — 519 с. — ISBN 966-95919-7-X. (укр.) (англ.)
- Іван Марчук. Творчий період 1965—2005: [Альбом]. — К. : ТОВ «Атлант ЮЕмСі», 2005. — 28 с. (укр.) (англ.)
- Іван Марчук. Дорога додому: Альбом. — К. : ТОВ «Атлант ЮЕмСі», 2008. — [135] с. — ISBN 978-966-8968-22-8. (укр.) (англ.)
- Климчук О. «Я єсьмь…» (Іван Марчук): Есей-біографія. — К. : Український письменник, 2013. — 584 с. — ISBN 978-966-779-336-6.
- Іван Марчук. Вчора, сьогодні…, завжди. Каталог (передмова Т. Стрипко). — К.: Фенікс, 2016. — 112 с. — ISBN978966-2374-48-3. (укр.) (англ)
- Ivan Marchuk. Allgemeines Künstlerlexikon [Архівовано 14 жовтня 2018 у Wayback Machine.], Band 87, Berlin De Gruyter, 2015.  — Р. 171.

### Статті
- Бондаренко С. Художник Иван Марчук: «Америка меня подождет» // Киевские ведомости. — 2003. — 14 января.;— С. 9.
- Бушак С. «Ніч яка місячна…» // Урядовий кур'єр. — 2003. — 18 січ. — С. 8.
- Бушак С. Тернистий шлях Івана Марчука: Аналіз творчості художника // Лан. Ланівеччина творча: Літ.-мистец. альманах / Ред.-упоряд. С. Буняк. — Тернопіль, 2001. — С. 182—191.
- Гаманіна Н. Спочатку Івана Марчука визнала Америка, потім — Україна // Робітнича газета. — 2000. — 28 листопада. — С. 8.
- Гнатенко М. Успіх всупереч [Архівовано 11 жовтня 2016 у Wayback Machine.] / Марина Гнатенко // Український тиждень. — № 34 (199). — 2011. — 19 серпня.
- Голуб Олена. Іван Марчук — художник, який мандрує містами, думками, спогадами // Час/Time. — 1996. — 18 жовтня.
- Иван Марчук: «Картины мои столько пережили! Они заслужили, чтобы их увидели люди…»: В Киеве открыта мастерская-музей народного художника Украины // Факты. — 2004. — 29 апреля. — С. 10. (рос.)
- Иван Марчук: «Свой первый в жизни костюм я купил лишь недавно…»: [В столичной галерее искусств открыта выставка художника «Сонце в зеніті»] // Факты. — 2004. — 21 июля. — С. 9. (рос.)
- Іван Марчук: «На цій території ніколи не проростав нормальний талант. Бо держава є його могильником»[недоступне посилання з липня 2019] // Голос України. — 2011. — № 84 (5084). — 12 травня. — С. 8—9.
- Іван Марчук: «Україна зводиться з колін» // Тернопіль вечірній. — 2005. — 1—7 червня. — С. 4.
- Іван Марчук // Хто є хто на Тернопільщині. Видатні земляки: Довід.-бібліогр. видання. — К., 2004. — Вип. 1. — С. 137.
- Кияшко Г. Чар Марчукової барви // Київ. — 2003. — № 5. — С. 157—163.
- Клименко В. «Посіяв картини на всіх континентах»: В «Українському домі» експонується найновіша виставка робіт І. Марчука — 260 полотен // Україна молода. — 2005. — 16 липня. — С. 3.
- Кракалія Р. Очима смутку й самотності [про Івана Марчука] / Роман Кракалія // Чорноморські новини. — 2018. — 2 червня. — С. 3.
- 12 травня. 65 років від дня народження Марчука Івана Степановича (12.05.1936) — майстра живопису // Література до знаменних і пам'ятних дат Тернопільщини на 2001 рік : бібліогр. список / Упр. культури Терноп. облдержадмін., Терноп. обл. універс. наук. б-ка ; упоряд. М. В. Друневич ; ред. Г. С. Моліцька ; відп. за випуск В. І. Вітенко. — Тернопіль : Астон, 2000. — С. 38—40.
- Львова І. Одинак, бо надто люблю жінок // Експрес. — 2010. — 5-7 листопада. — № 123. — С. 13.
- Ничкало С. Голос душі Івана Марчука // Мистецтво та освіта. — 2002. — № 2. — С. 51-54.
- Машлянка Б. 103 сходинки успіху художника Івана Марчука // Місто. — 2004. — 24 листопада. — С. 9.
- Мельничук О. «Я зробив себе наперекір усьому» // Укр. газета. — 2003. — № 33. — С. 7.
- Островська Л., Садовська Г. Іван Марчук: «Я міг би розмалювати небо і не повторитися» / Людмила Островська, Галина Садовська // Вільне життя плюс. — 2014. — № 37 (15 трав.). — С. 4 — (Тернопільський альманах).
- Синько Р. «Він ходить як окрема планета…» // Сільський час. — 2004. — 4 лютого. — С. 8.
- Синько Р. Іван Марчук — митець двох віків // Сільський час. — 2002. — 24 липня. — С. 8.
- Стрипко Т. Навіяне живописом Івана Марчука [Архівовано 22 лютого 2014 у Wayback Machine.] / Тамара Стрипко // Урядовий кур'єр — 2012. — 12 квітня.
- Стрипко Т. Осанна Майстру [Архівовано 22 травня 2013 у Wayback Machine.]/ Тамара Стрипко // Урядовий кур'єр. — 2013. — 16 лютого.
- Стрипко Т. Той, кому одного Всесвіту замало/ Тамара Стрипко // Літературна Україна.
- Стрипко Т. У його картинах — образ сучасного світу [Архівовано 22 лютого 2014 у Wayback Machine.]/ Тамара Стрипко // Урядовий кур'єр. — 2013. — 30 травня.
- Тарасюк Г. Одкровення від Івана: [Про кн. Т. Унгурян «Одкровення від Івана: Фрагменти життєпису худож. І. Марчука»] // Літературна Україна. — 2004. — 29 квітня. — С. 7.
- Тарчевська К. Місячне сяйво зимової ночі // Слово Просвіти. — 2003. — 29 січня — 4 лютого. — С. 15.
- Чирва А. Синдром працелюбства // Урядовий кур'єр. — 2002. — 6 серпня. — С. 4.
- Шевченко Т. Іван Марчук: «Зі своїми картинами я… розмовляю» // Експрес. — 2002. — 14—21 листопада. — С. 16.

### Відеофрагменти
- Шевченкіана Івана Марчука. Тернопіль. 1995 рік на YouTube // Валерий Смирнов. — 2017. — 29 липня.
- Іван Марчук. «Голос моєї душі». реж. О.Коваль (1998, документальний фільм) на YouTube // Oleg Pavlyuchenkov. — 2012. — 16 травня.
- Іван Марчук. «В гостях у Гордона». (2005) на YouTube // В гостях у Гордона. — 2014. — 12 серпня.
- Українського художника Марчука внесли до списку 100 геніїв сучасності на YouTube // Факти ICTV. — 2019. — 26 травня.
- Myroslav Skoryk Violin concertos №1, №2, №4. Bogdana Pivnenko violin. Paintings — Ivan Marchuk на YouTube // Oleg Pavlyuchenkov. — 2012. — 16 травня.
- Іван Марчук: геніальний художник, що не про... на YouTube // 24 канал. — 2012. — 17 липня.
- Іван Марчук. Мирослав Скорик. Богдана Півненко на YouTube // Oleg Pavlyuchenkov. — 2012. — 15 травня.
- Іван Марчук. «... Я розмалюю небо» на YouTube // Oleg Pavlyuchenkov. — 2012. — 16 травня.
- Іван Марчук на YouTube // Досягти мети. — 2012. — 7 лютого.
- Марчук Іван Степанович. Український живописець. Ukrainian painter. Virtual slide show на YouTube // Oleg Pavlyuchenkov. — 2013. — 26 серпня.
- Ivan Marchuk clip art exhibition in Krakow! 2015 на YouTube // Oleg Pavlyuchenkov. — 2015. — 19 лютого.
- Тернопільському генію сучасності Івану Марчуку цьогоріч виповнюється 80 років на YouTube // Телекомпанія TV-4. — 2016. — 15 січня.
- Іван Марчук. Темпера, сніги та неповторні випадковості на YouTube // hromadske. — 2016. — 3 лютого.
- Зроблено в Україні. Українського художника зарахували до ТОП-100 геніїв сучасності на YouTube // 24 канал. — 2016. — 21 березня.
- Іван Марчук, 75 річчя, с. Москалівка на YouTube // Микола Пенчук. — 2016. — 13 травня.
- Іван Марчук — жива легенда нашого часу на YouTube // Публічна бібліотека Збаразької міської ради. — 2016. — 26 травня.
- Україна-25. Іван Марчук. Прикутий до мольберта на YouTube // Суспільне Новини. — 2016. — 23 серпня.
- Майстер справи. Іван Марчук — художник-бунтар із дюжиною творчих осіб на YouTube // FreeДОМ. LIVE. — 2017. — 17 травня.(рос.)
- 27.05.17 Життєві історії. Іван Марчук (художник) на YouTube // Телеканал Київ. — 2017. — 27 травня.
- Художник Іван Марчук у програмі Олександра Тарасенко «Місце під сонцем» на YouTube // Place in the sun / Місце під сонцем. — 2017. — 26 грудня.
- Про митця і мистецтво у сучасній Україні та світі на YouTube // Громадське радіо. — 2018. — 5 січня.
- Іван Марчук: У Києві якісна, але дурнувата архітектура на YouTube // Ukrinform TV. — 2018. — 13 травня.
- Чому Іван Марчук кілька років не може малювати картини — ексклюзивне інтерв'ю на YouTube // Сніданок з 1+1. — 2018. — 26 червня.
- Найвідоміші та найдорожчі українські художники на YouTube // Сніданок з 1+1. — 2018. — 12 жовтня.
- Іван Марчук: мій шлях. Секрети — Біографія — Творчість — картини: одкровення художника на YouTube // Дивіться, митець! Look, that is the artist! — 2019. — 28 січня.
- Фільм Іван Марчук на YouTube // Феникс Медиа. — 2019. — 19 квітня.
- Досьє з Сергієм Руденком. Іван Марчук на YouTube // Espreso.TV. — 2019. — 5 жовтня.
- Іван Марчук про своє життя, останню виставку і неіснуючий музей на YouTube // BBC News Україна. — 2019. — 16 жовтня.
- Один зі 100 геніїв сучасності художник Іван Марчук — про творчість, гроші, нинішню владу на YouTube // Радіо Свобода Україна. — 2019. — 2 листопада.
- Художник Іван Марчук: «Нашу націю руйнує заздрість» на YouTube // Український репортер. — 2019. — 9 грудня.
- Хто такий Іван Марчук? на YouTube // Ukraїner. — 2020. — 18 квітня.
- «Так ніхто в світі не малює»: історія українського генія Івана Марчука на YouTube // Сніданок з 1+1. — 2020. — 12 травня.
- Пряма мова. Іван Марчук на YouTube // ITV media group. — 2020. — 9 серпня.
- У рейтингу 100 геніїв сучасності: 85 років всесвітньо відомому художнику Івану Марчуку на YouTube // Факти ICTV. — 2021. — 12 травня.
- Перший та єдиний українець у сотні визнаних геніїв сучасності — Іван Марчук на YouTube // ТСН. — 2021. — 11 серпня.
- Геній сучасності — Іван Марчук та його магічний реалізм. Українські художники на YouTube // Українське Слово. — 2022. — 11 листопада.